# Marius Kipserem
Marius Kipserem (17 mei 1988) is een Keniaanse langeafstandsloper, die gespecialiseerd is in de marathon. Hij schreef er verschillende op zijn naam en behoort tot de snelste marathon-atleten. In oktober 2022 werd hij voor drie jaar geschorst wegens dopinggebruik.

## Biografie
In 2011 debuteerde hij op de marathon. Dit was bij de marathon van Eldoret die hij finishte in 2:18.51.
In 2014 won hij de marathon van Mont Saint Michel in 2:10.56. Een jaar later won hij zowel de marathon van Guiyang als de marathon van Hefei. In Nederland geniet hij met name bekendheid wegens zijn overwinning bij de marathon van Rotterdam in 2016. Bij deze wedstrijd, die onder ideale omstandigheden werd gelopen, verbeterde hij tevens zijn persoonlijk record met ruim drie minuten, namelijk van 2:09.21 tot 2:06.11. Op de finish had hij elf seconden voorsprong op de Ethiopiër Solomon Deksisa.
In 2018 won Kipserem de eerste editie van de Marathon van Abu Dhabi in een tijd van 2:04.04. Hij ontving hiervoor een prijzengeld van 100.000 dollar. Het parcours bleek achteraf ongeveer 190 meter te kort te zijn, waardoor de resultaten niet officieel gelden als marathontijd.
In 2019 maakte hij zijn status waar in Rotterdam en won wederom in een nieuw persoonlijk record en parcoursrecord van 2:04.11.
Op 20 oktober 2022 werd bekend, dat Kipserem voor drie jaar was geschorst wegens dopinggebruik. Hij testte twee maanden eerder bij een controle buiten competitie positief op het gebruik van epo.

## Persoonlijke records
| Onderdeel      | Prestatie | Datum           | Plaats    |
| -------------- | --------- | --------------- | --------- |
| halve marathon | 1:02.17   | 7 juli 2013     | Nairobi   |
| 25 km          | 1:04.06   | 10 april 2016   | Rotterdam |
| 30 km          | 1:29.04   | 10 april 2016   | Rotterdam |
| marathon       | 2:04.04   | 24 oktober 2021 | Rotterdam |

## Palmares

### halve marathon
- 2016:  halve marathon van Dakar - 1:02.20
- 2016:  halve marathon van Bogota - 1:05.31

### marathon
- 2011: 10e marathon van Eldoret - 2:18.51
- 2012: 23e marathon van Chuncheon - 2:13.49
- 2013:  marathon van Milaan - 2:09.50
- 2014:  marathon van Mont Saint Michel - 2:10.56
- 2014: 4e marathon van Cannes - 2:10.58
- 2015:  marathon van Guiyang - 2:10.02
- 2015:  marathon van Hefei - 2:09.21
- 2016:  marathon van Rotterdam - 2:06.11
- 2016:  marathon van Eindhoven - 2:08.00
- 2017: 23e marathon van Tokio - 2:13.53
- 2017:  marathon van Eindhoven - 2:06.43
- 2018:  marathon van Abu Dhabi - 2:04.04
- 2018: 5e marathon van Rotterdam - 2:07.22
- 2019:  marathon van Rotterdam - 2:04.11
- 2021:  marathon van Rotterdam - 2:04.04

- World Athletics: 14498792